# Marina Lötschert
Marina Lötschert (* 18. März 1983 in Augsburg) ist eine deutsche Schauspielerin.

## Werdegang
Marina Lötschert besuchte die Realschule Maria Stern in Augsburg und schloss diese im Jahr 2000 mit der Mittleren Reife ab. In ihrer Schulzeit hospitierte sie am Theater Augsburg unter der Intendanz von Helge Thoma. Von 2001 bis 2005 erhielt sie ihre Schauspielausbildung mit Schauspiel-Diplom an der Athanor Akademie für darstellende Kunst in Burghausen.
Marina Lötschert arbeitet auch als Sprecherin, wie z. B. für die Augsburger Puppenkiste Ring der Nibelungen (2018), als Werbedarstellerin und als Märchenerzählerin. Sie spielte 2006 ihre erste Episodenhauptrolle in der Lindenstraße, danach folgte 2007 ein Engagement am Staatstheater Karlsruhe u. a. für die Produktionen Die Hochzeit von Elias Canetti in der Rolle der Pepi, Die Vögel von Aristophanes in den Rollen der Göttin Iris und als Eule. Für beide Inszenierungen übernahm Thomas Schulte-Michels die Regie. 2008 wurde sie für die Carl Orff-Festspiele Andechs als Fundula in der Inszenierung Astutulli in der Regie von Hellmuth Matiasek engagiert und spielte neben Michael Schanze.
2013 spielte sie im ZDF-Film Das Glück der Anderen. Von 2015 bis 2017 folgte eine ihrer erfolgreichsten Rollen, die der Amme in Romeo und Julia u. a. in den Herrenhäuser Gärten, im Apollo-Theater Siegen, Open Air im Schloss Nymphenburg. 2016 und 2018 war sie mit der Konzertdirektion Landgraf und der Produktion Die Blechtrommel in der Rolle der Gretchen Scheffler auf Europatournee.
Ab 2017 bis heute steht sie als Dorfbewohnerin Traudl / Bäckerin Anita für Zimmer mit Stall vor der Kamera. Im Jahr 2019 war sie u. a. am Theater Putbus als Ismene in Antigone zu sehen. 2019 spielte sie in dem Familienmusical Die Weihnachtsbäckerei die nervige Nachbarin Frau Schnitzenbacher. Im Jahr 2019 erhielt sie den Publikumspreis bei den Brüder-Grimm-Festspielen in Hanau für die Rollen der Kammerzofe Irmgard in Schneewittchen und der Bäuerin und Anführerin der Räuber in Die Bremer Stadtmusikanten. 2020 übernahm sie die Hauptrolle der Mutter in der deutschen Erstaufführung Dieses bescheuerte Herz an der Landesbühne Rheinland-Pfalz. Im gleichen Jahr wurde sie am Staatstheater Augsburg für den Liederabend Fliegende Bauten engagiert und drehte als Notärztin für Toni, männlich, Hebamme und für Zimmer mit Stall.
2021 gewinnt sie erneut den Publikumspreis bei den Brüder-Grimm-Festspielen in Hanau für die Rollen der Magd Margarethe in Der zerbrochene Krug und der Bäckerin Anne Amsfeld in Der Rattenfänger aus Hameln. Außerdem drehte sie als Stadtverwaltungssekretärin mehrere Folgen für die BR-Serie Die Glücksspieler mit Eko Fresh in der Hauptrolle, sowie für eine weitere Folge Zimmer mit Stall – So ein Zirkus. Sie eröffnete die Spielzeit am Jungen Theater Augsburg in der Hauptrolle Lilu in dem Kinderstück Lilu feiert Geburtstag und Plastik feiert mit und hat am legendären Schmidt Tivoli Theater in Hamburg erneut die Rolle der nervigen Nachbarin Frau Schnitzenbacher in dem Familienmusical Die Weihnachtsbäckerei übernommen. 2022 spielte sie als Daumenlutscher, die böse Buben und als Zappelphilpp Vater am Staatstheater Augsburg die Junk Oper Shockheaded Peter. Kurzfristig sprang sie als Frau Rose in Die Physiker, sowie als Mr. Fawcett in „Jerusalem“ am Staatstheater Augsburg ein. Danach feierte sie am Sensemble Theater in Augsburg Premiere mit dem Stück Genannt Gospodin von Philipp Löhle. Sie spielt sechs Rollen: Sie, Anette, Silvia, Engerling, Kommissar und die Mutter. Aber auch am Theater Lübeck war sie als Tyrannia Vamperl im „Satanarchäolügenialkohöllischen Wunschpunsch“ engagiert. Außerdem war sie zum 1. Mal als Gerichtsmedizinerin in Polizeiruf 110: Das Licht, das die Toten sehen an der Seite von Verena Altenberger zu sehen. Sie drehte aber auch noch für „Daheim in den Bergen“ und für den ZDF-Film „Mit Harpunen schießt man nicht!“.
2023 spielte Marina Lötschert auf der Freilichtbühne Augsburg vom Staatstheater Augsburg im Musical „3 Musketiere“ in der Inszenierung von Ulrich Wiggers, den Conférencier, den Diener James und den Gardisten. Sowie am Anhaltischen Theater Dessau die böse Stiefmutter in „Aschenputtel“. Im Salzburger Land drehte sie den Film „Peppichino“.
Marina Lötschert ist seit 2009 verheiratet und hat zwei Kinder. Sie lebt in ihrer Geburtsstadt Augsburg.

## Auszeichnungen
- 2021: Publikumspreis bei den Brüder-Grimm-Festspielen Hanau
- 2019: Publikumspreis bei den Brüder-Grimm-Festspielen in Hanau[5]
- 2016: 1. INTHEGA-Preis